# Krev jako čokoláda
Krev jako čokoláda (v anglickém originále Blood & Chocolate) je hororový fantasy film z roku 2007. Režie se ujala Katja von Garnier a scénáře Ehren Kruger a Christopher Landon. Film byl lehce inspirovaný stejnojmennou knihou od Annette Curtis Klause. Film byl mezinárodní produkcí mezi Spojenými státy, Velkou Británií, Německem a Rumunskem. Rozpočet filmu byl 15 milionů dolarů, vydělal pouze 6,3 milionů dolarů.

## Obsazení
| Agnes Bruckner    | Vivian Gandillon |
| Hugh Dancy        | Aiden            |
| Olivier Marinez   | Gabriel          |
| Katja Riemann     | Astrid           |
| Bryan Dick        | Rafe             |
| Chris Geere       | Ulf              |
| Tom Harper        | Gregor           |
| John Kerr         | Finn             |
| Jack Wilson       | Wilem            |
| Vitalie Ursu      | Constani         |
| Bodgdan Voda      | Albu             |
| Kata Dobó         | Beatrice         |
| Maria Dinulescu   | dívka v červeném |
| Sandu Mihai Gruia | lékárnice        |

## Produkce
Od roku 1997 se mluvilo o pěti režisérech, kteří se pod film měli podepsat: Larry Williams, jeho žena Leslie Libman, Po-Chih Leong, Sanji Senaka a Rupert Wainwright. V roce 2005 podepsala smlouvu Katja von Garnier. Kniha byla původně adaptovaná do skript od Christophera Landona, jehož otec Michael Landon hrál hlavní roli ve filmu I Was a Teenage Werewolf (1957). Autorka knihy o filmu vůbec nevěděla a o natáčení se dozvěděla na internetu. Natáčení probíhalo v historické části Bukurešti a ve studiích MediaPro ve městě Buftea.

## Přijetí
Film vydělal 3,5 milionů dolarů v Severní Americe a 2,8 milionů dolarů v ostatních oblastech, celkově tak vydělal 6,3 milionů dolarů po celém světě. Rozpočet filmu činil 15 milionů dolarů. V Severní Americe byl oficiálně uveden 26. ledna 2007 a za první víkend, kdy se film hrál v 1200 kinech vydělal pouhé 2 miliony dolarů.
Na recenzní stránce Rotten Tomatoes získal z 63 započtených recenzí 11 procent. Na serveru Metacritic snímek získal z 16 recenzí 33 bodů ze sta. Na Česko-Slovenské filmové databázi snímek získal 48%.